# 永田貫太
永田 貫太（ながた かんた、2001年8月11日 - ）は、愛知県出身のプロサッカー選手。Jリーグ・藤枝MYFC所属。ポジションはミッドフィルダー(MF)。

## 来歴
2023年5月30日、中京大学在学中に2024年から藤枝MYFCへの加入を発表。6月1日には2023年の特別指定選手として藤枝でプレーした。
2023年6月24日、J2第22節のブラウブリッツ秋田戦でJリーグデビューを果たし、2024年4月7日のJ2第9節のベガルタ仙台戦でリーグ初得点を記録した。
しかし2024年6月に練習中に全治6か月の大けがを負った。

## 所属クラブ
- 富士松FC[2]
- 知多SC[2]
- 鵬学園高校[2]
- 中京大学
  - 2023年6月 - 11月 藤枝MYFC（特別指定選手）
- 2024年 -  藤枝MYFC

## 個人成績
| 国内大会個人成績 | 国内大会個人成績 | 国内大会個人成績 | 国内大会個人成績 | 国内大会個人成績 | 国内大会個人成績 | 国内大会個人成績 | 国内大会個人成績 | 国内大会個人成績 | 国内大会個人成績 | 国内大会個人成績 | 国内大会個人成績 |
| 年度             | クラブ           | 背番号           | リーグ           | リーグ戦         | リーグ戦         | リーグ杯         | リーグ杯         | オープン杯       | オープン杯       | 期間通算         | 期間通算         |
| 年度             | クラブ           | 背番号           | リーグ           | 出場             | 得点             | 出場             | 得点             | 出場             | 得点             | 出場             | 得点             |
| 日本             | 日本             | 日本             | 日本             | リーグ戦         | リーグ戦         | リーグ杯         | リーグ杯         | 天皇杯           | 天皇杯           | 期間通算         | 期間通算         |
| ---------------- | ---------------- | ---------------- | ---------------- | ---------------- | ---------------- | ---------------- | ---------------- | ---------------- | ---------------- | ---------------- | ---------------- |
| 2023             | 藤枝             | 49               | J2               | 14               | 0                | -                | -                | -                | -                | 14               | 0                |
| 2024             | 藤枝             | 24               | J2               | 11               | 1                | 1                | 0                | 0                | 0                | 12               | 1                |
| 通算             | 日本             | 日本             | J2               | 25               | 1                | 1                | 0                | 0                | 0                | 26               | 1                |
| 総通算           | 総通算           | 総通算           | 総通算           | 25               | 1                | 1                | 0                | 0                | 0                | 26               | 1                |

出場歴
- Jリーグ初出場：2023年6月24日 J2第22節ブラウブリッツ秋田戦（ソユースタジアム）
- Jリーグ初得点：2024年4月7日 J2第9節ベガルタ仙台戦（藤枝総合運動公園サッカー場）